# Vox populi (film)
Vox populi (Latijn voor Stem van het Volk) is een Nederlandse speelfilm van Eddy Terstall uit 2008 met Tom Jansen, Johnny de Mol en Tara Elders. Ton Kas won voor zijn spel hierin het Gouden Kalf voor beste mannelijke bijrol.
Vox populi is een zwarte komedie over een doorgewinterde politicus in een midlifecrisis. Wanneer hij in aanraking komt met de volkse logica van zijn nieuwe schoonfamilie, heeft dit ingrijpende gevolgen voor zijn politieke optreden en zijn privéleven.

## Verhaal
Jos (Tom Jansen) is een man in zijn midlifecrisis. Hij is een zeer ervaren politicus en lid van de politiek correcte partij Rood-Groen. De partij staat er slecht voor. Zijn dochter Zoë (Tara Elders) krijgt een relatie met de marechaussee Sjef (Johnny de Mol). Sjefs vader, Nico (Ton Kas), is autohandelaar en haat politici. Als hij al stemt dan is het een proteststem. Hij is een Jordanees met een groot hart en zijn eigen gevoel voor rechtvaardigheid, maar hij heeft ook zo zijn eigen logica. Op deze manier krijgt Jos inzicht in de manier hoe 'het volk' aankijkt tegen de politieke arena.
De zwager van Sjef is de Joegoslaaf Savo (Bata Miodrag Milojevic). Savo wedt met een andere Joegoslaaf dat hij ervoor kan zorgen dat de partij van Jos de grootste wordt, en eigent zich, zoals hij het zelf noemt, de rol van een moderne Raspoetin toe. Savo geeft Jos inzicht in de volkse logica en denkwereld van Nico en zijn familie.
Jos begint de standpunten van de schoonfamilie te gebruiken in zijn politieke optreden, wat hem snel doet stijgen in de peilingen. Het ego van de ijdele Jos, al gestreeld door zijn relatie met de jonge stagiaire Nina (Esmarel Gasman), begint steeds grotere vormen aan te nemen. Hij weet niet meer waar volks ophoudt en rechts begint. Hij wordt bedreigd en moet beveiligd worden. Uiteindelijk legt hij zijn functie neer en gaat emigreren, samen met Nico en de zijnen.

## Rolverdeling
| Acteur                 | Personage                    | Opmerkingen |
| ---------------------- | ---------------------------- | ----------- |
| Tom Jansen             | Jos Fransen                  |             |
| Johnny de Mol          | Sjef                         |             |
| Esmarel Gasman         | Nina                         |             |
| Tara Elders            | Zoë                          |             |
| Bata Miodrag Milojevic | Savo                         |             |
| Femke Lakerveld        | Mira                         |             |
| Ton Kas                | Nico                         |             |
| Marion van Thijn       | Geesje                       |             |
| Beppie Melissen        | Gees                         |             |
| Hilde Van Mieghem      | Peggy                        |             |
| Hakim Traidia          | Cassie                       |             |
| Marie Vinck            | Peggy 25 jaar                |             |
| Dragan Bakema          | Milan                        |             |
| Sophie van der Stap    | Fractiegenote                |             |
| Dirk Zeelenberg        | Arno Smeets                  |             |
| Dieuwertje Blok        |                              | zichzelf    |
| Eva Duijvestein        | Aimee                        |             |
| Marcel Musters         | Bram Leeflang                |             |
| Matthijs van Nieuwkerk |                              | zichzelf    |
| Turan Furat            | Lijfwacht                    |             |
| Freek de Jonge         |                              | zichzelf    |
| Ergun Simsek           | Fractiegenoot                |             |
| Fouad Mourigh          | Omar                         |             |
| Edwin Jonker           | Hipoliet                     |             |
| Natasja Loturco        | Tineke                       |             |
| Anne Cavadino          | Weervrouw                    |             |
| Charlie Chan Dagelet   | Ineke                        |             |
| Jeroen Pauw            |                              | zichzelf    |
| Prem Radhakishun       |                              | zichzelf    |
| Jacob Kurc             | Lijfwacht                    |             |
| Diederik Ebbinge       | Fractiegenoot                |             |
| Frédérique Spigt       | Sidekick DWDD                |             |
| Marlies Bark           | Actrice in pak               |             |
| Frans de Wit           | Pedofiel                     |             |
| Eugénie Schellen       | Kamervoorzitster             |             |
| Fahd Larzaoui          | Said                         |             |
| Paul Witteman          |                              | zichzelf    |
| Farhane El Hamchaoui   | Ali                          |             |
| Felix Rottenberg       |                              | zichzelf    |
| Mei Li Vos             | Linda                        |             |
| Cees Grimbergen        |                              | zichzelf    |
| Max Pam                | AIVD director                |             |
| Fadi El Lawand         | Lijfwacht                    |             |
| Iwan Vogelaar          | Man Mira                     |             |
| Sherlo Esajas          | Gewapende soldaat            |             |
| Jan Van Frankenhuijsen | Congresganger                |             |
| Yoeri Albrecht         |                              | zichzelf    |
| Boadi Owusu            | Grote Afrikaan               |             |
| Daniël Afful           | Officier Afrikaans vliegveld |             |
| Tes Op den Dries       | Brenda                       |             |
| Neda Pallas            | Baliemedewerkster            |             |
| Jaspar Jansen          | Jos 35 jaar                  |             |
| Ron Schuitema          | Lijfwacht huis Zoë           |             |
| Siobhan de Jong        | Fractiegenote                |             |
| Ada Nwosu              | Jonge Afrikaanse vrouw       |             |

## Achtergrond
- Het is na Simon en SEXtet het derde deel in de trilogie die regisseur Terstall maakt over de eigentijdse Nederlandse samenleving.